# Marvel Super Heroes 4D
Marvel Super Heroes 4D (dt. Marvel Superhelden 4D) ist ein animierter Kurzfilm in 4D von der Produktionsfirma Threshold Animation Studios über Marvelfiguren der Rächer und ist im Londoner Wachsfigurenkabinett Madame Tussauds seit dem 31. Mai 2011 zu sehen. Der Kinosaal befindet sich im ehemaligen Planetarium, welches in der markanten grünen Kuppel von Madame Tussauds beheimatet war. Seit dem 26. April 2012 ist eine andere Version des Films mit einer anderen Handlung auch im New Yorker Madame Tussauds zu sehen.
Weitere Versionen mit anderen Handlungen, die jeweils in den jeweiligen Orten spielen wurden auch in Madame Tussauds Las Vegas und in Bali im Jahr 2013 eröffnet.

## Handlung (Londoner Version)
Die Superhelden Iron Man, Spider-Man, Hulk, Wolverine, Captain America und Ms. Marvel werden in den Buckingham Palace eingeladen, um eine Auszeichnung von der Queen für ihre Verdienste zu erhalten. Spider-Man und Captain America sind bereits da, finden aber einen Zettel am Eingangstor, dass die Verleihung abgesagt worden ist. Dann durchschlägt plötzlich ein roter Doppeldeckerbus die Uhr des Elizabeth Tower und fliegt auf die Helden zu, während Iron Man hinterher geflogen kommt und diesen stoppt. Daneben landet ein Mini, aus dem sich Wolverine befreit. Jetzt sieht man auch den Verursacher, einen gigantischen Roboter. Gemeinsam schaffen es die Helden schließlich, ihn zu besiegen.
Nun entpuppt sich der Wächter des Buckingham Palace als Doctor Doom persönlich und ein weiterer Kampfroboter taucht auf. Als dieser droht einen kleinen Hund zu zerquetschen, kommt Hulk, um ihn zu retten. Dieser hat aber anscheinend eine Hundeallergie, die einen gigantischen Nieser verursacht, der auch das Publikum trifft. Hulk gelingt es schließlich, den Roboter zu vernichten, und Iron Man fängt Dr. Doom. Doch dieser kann sich befreien und startet gigantische Roboterinsekten, die in das Kino fliegen und einen Stromausfall verursachen. Iron Man kommt den Zuschauern zu Hilfe und zieht die Insekten auf sich. Iron Man und Dr. Doom fliegen ins Weltall, während sich Iron Man von den Insekten lösen kann und diese mit Dr. Doom explodieren. Als Iron Man danach auf die Erde zu stürzen droht, wird er von Ms. Marvel gerettet.

## Wissenswertes
- Noch über das normale 3D hinaus besitzt der Film folgende Extras:
  - Wenn Wolverine mit seinen Adamantiumklingen zuschlägt, spürt man einen Stoß im Sitz.
  - Manchmal wird Wind vom Sitz produziert.
  - Bei einigen Szenen wird dem Zuschauer von vorne ein feiner Wassernebel ins Gesicht gesprüht, beispielsweise beim Nieser von Hulk.
  - Die 360-°-Leinwand erstreckt sich über die gesamte Decke und bildet beispielsweise einen beeindruckenden Sternenhimmel ab, als Doctor Doom und Iron Man ins Weltall fliegen.
- Der Film wird erst nach dem Durchlaufen des Museums gezeigt.
- Vor dem Kino stehen Figuren, die zum Film gehören. Zudem findet man dort Informationen über die handelnden Personen vor.
- Der Besuch des Films ist nicht im Madame-Tussauds-Ticket enthalten und muss dort extra bezahlt werden.
- Der Kinosaal wurde vom österreichischen Unternehmen Kraftwerk Living Technologies gebaut.
- 4D-Effekte wurden von Stefan Lukesch & Max Wieland unter der Anleitung von Creative Director Paul Williams programmiert und realisiert.